# T. G. E. Powell
Thomas George Eyre Powell, més conegut com a T. G. E. Powell (13 de gener de 1916 - 8 de juliol de 1975) fou un arqueòleg i historiador britànic, especialitzat en l'estudi de la història i l'arqueologia de les Illes Britàniques durant el Neolític i durant el període celta.
L'any 1958 publicà el seu llibre titulat The Celts, que li va proporcionar un gran renom social i acadèmic. Va realitzar excavacions arqueològiques pioneres al País de Gal·les, especialment a Barclodiad y Gawres. Fou professor de la Universitat de Liverpool, membre de la Societat d'Antiquaris de Londres i president de The Prehistoric Society.

## Biografia
Thomas George Eyre Powell va néixer el 1916. Era besnet de l'antiquari George Eyre Evans i els seus orígens eren descendents dels colons gal·lesos d'Irlanda. Mentre estudiava arqueologia a la Universitat de Cambridge, Powell va rebre el sobrenom de Terence, que ja li va quedar al llarg de la seva vida. Durant la Segona Guerra Mundia, Powell va haver de treballar per al Departament d'Intel·ligència Britànica realitzant fotografia aèria a Delhi, a l'Índia.
Després de la guerra, T. G. E. Powell va continuar la seva tasca en l'àmbit de l'arqueologia i l'any 1948 va ser nomenat professor en "Rankin Lectureship" d'Arqueologia Prehistòrica a l'Escola d'Estudis Arqueològics i Orientals de la Universitat de Liverpool. El març de 1948, Powell fou elegit membre de la Society of Antiquaries of London . i es va anar especialitzar en l'arqueologia de l'antiga Europa occidental, especilaitzat en la Història del Neolític de les Illes Britàniques i en la història dels celtes en aquest mateix territori.

## Excavacions
Juntament amb l'arquòleg gal·lès Glyn Daniel, Powell va dur a terme excavacions pioneres a la zona de Barclodiad y Gawres, a Ynys Môn (Anglesey), al País de Gal·les., entre els anys 1952 i 1953.
El monument megalític decorat de Barclodiad y Gawres és un dels decorats més impressionants del nord-oest d'Europa i l'únic exemple testimoniat de tipus cruciforme al nord de Gal·les. Un conducte d'uns 6 metres, aproximadament, condueix a un passatge cruciforme que presenta una sèrie de muntants decorats amb galons, romboides, espirals i dibuixos en ziga-zaga.
Powell i Daniel van excavar gran part de les zones del pas i de la cambra, juntament amb seccions del túmul. L'àrea de la cambra antigament estava coberta per diverses làpides enormes. L'arquitectura de la cambra i del pas abans de l'excavació no era coberta. La zona del pati s'obre a unes vistes sobre la costa occidental d'Anglesey. Dins la cambra central es va descobrir indicis d'una llar de foc, d'aproximadament 1 m de diàmetre, que contenia una barreja de carbó vegetal i estelles de pedra. També es va trobar una col·lecció de petxines, ossos de peix i ossos d'animals diminuts, a més de restes de rèptils i d'amfibis.
Powell també va excavar el jaciment de Dyffryn Ardudwy, el 1973.
De 1970 a 1974, Powell va exercir de president de The Prehistoric Society. El 1971, va ser nomenat professor d'arqueologia europea a la Universitat de Liverpool. Powell va morir el 8 de juliol de 1975.

## Selecció d'obres
- Barclodiad y Gawress, 1956
- The Celts, 1958
- Prehistoric Art, 'The World of Art Library' series, 1966
- Megalithic Enquiries in the West of Britain, 1969